# Bezange-la-Petite
Bezange-la-Petite – miejscowość i gmina we Francji, w regionie Grand Est, w departamencie Mozela.
Według danych na rok 1990 gminę zamieszkiwało 87 osób, a gęstość zaludnienia wynosiła 11 osób/km² (wśród 2335 gmin Lotaryngii Bezange-la-Petite plasuje się na 958. miejscu pod względem liczby ludności, natomiast pod względem powierzchni na miejscu 752.).